# Giro del Medio Brenta
Le Giro del Medio Brenta est une course cycliste italienne disputée entre Villa del Conte et Cittadella, dans la province de Padoue, en Vénétie. Créé en 1986, c'était une course réservée aux coureurs amateurs jusqu'en 1995. Il fait partie de l'UCI Europe Tour depuis 2005, en catégorie 1.2. Il est par conséquent ouvert aux équipes continentales professionnelles italiennes, aux équipes continentales, à des équipes nationales et à des équipes régionales ou de clubs. Les UCI ProTeams (première division) ne peuvent pas participer.
La Brenta est un fleuve du nord-est de l'Italie, coulant dans les régions du Trentin-Haut-Adige et Vénétie.
Les éditions 1994 et 1995 servent de course pour le championnat d'Italie juniors (17/18 ans).